# Религия в Португалии

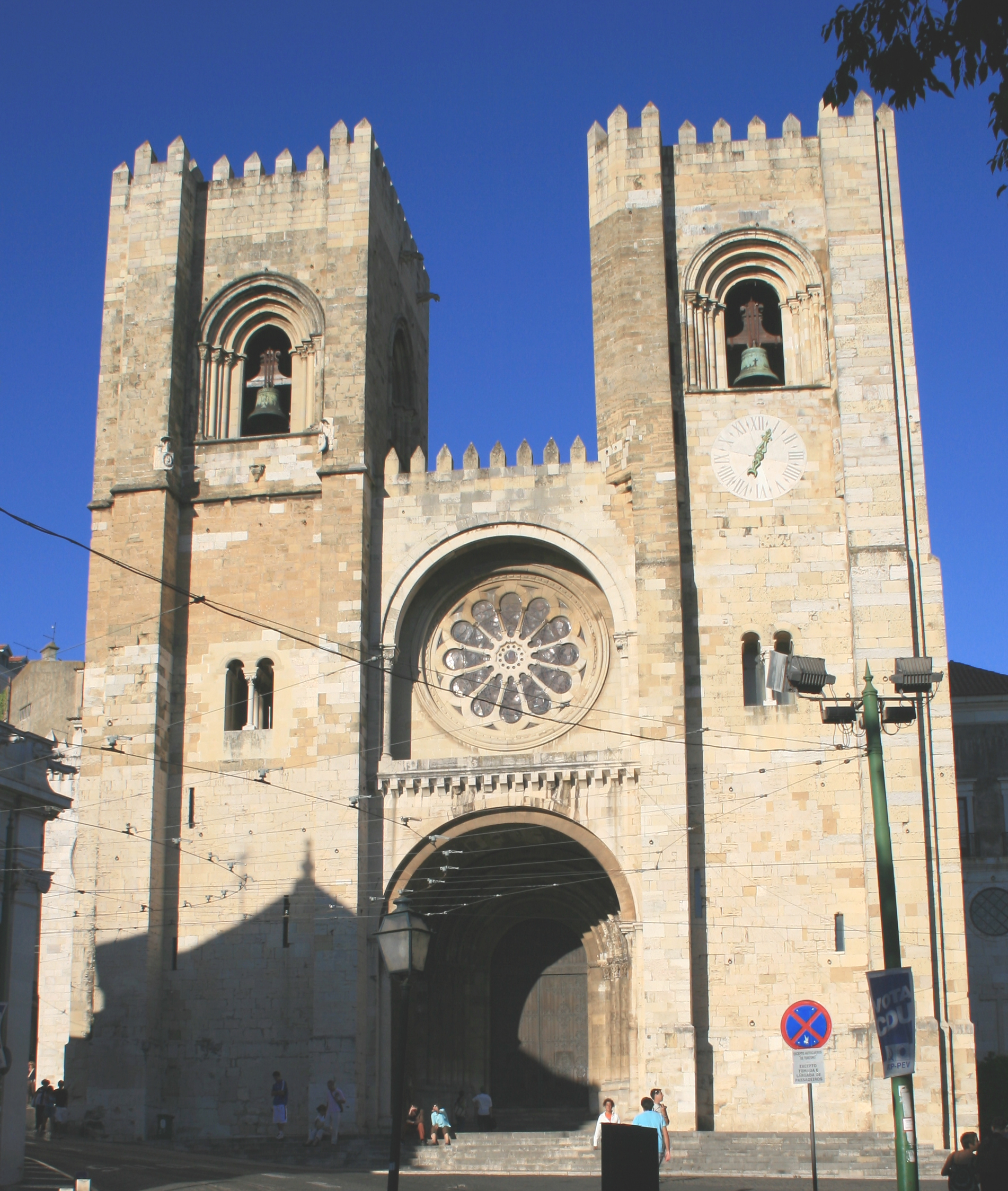
Лиссабонский собор, построенный в XII веке на месте мечети

Португальская Республика — светская страна, в которой церковь официально отделена от государства. Конституция страны (статья 41) объявляет неприкосновенной свободу совести, религии и культа, а также гарантирует свободу проповеди. Конституция также запрещает дискриминацию по религиозному признаку.
Большинство граждан Португалии исповедуют христианство (по разным оценкам от 90 % до 95 % населения в 2010 году).

## Христианство
Христианство проникло на территорию современной Португалии во II веке. Португалия в тот момент представляла собой часть Римской империи, большая часть её территории входила в провинцию Лузитания. В годы существования королевства свевов на территории Португалии распространилось арианство. В 711 году на Пиренейский полуостров вторглись арабы. В ходе Реконкисты в Португалии окончательно утвердилась католическая церковь. В 1276—1277 гг. римским папой был Иоанн XXI, который и по сей день остаётся единственным папой португальского происхождения.

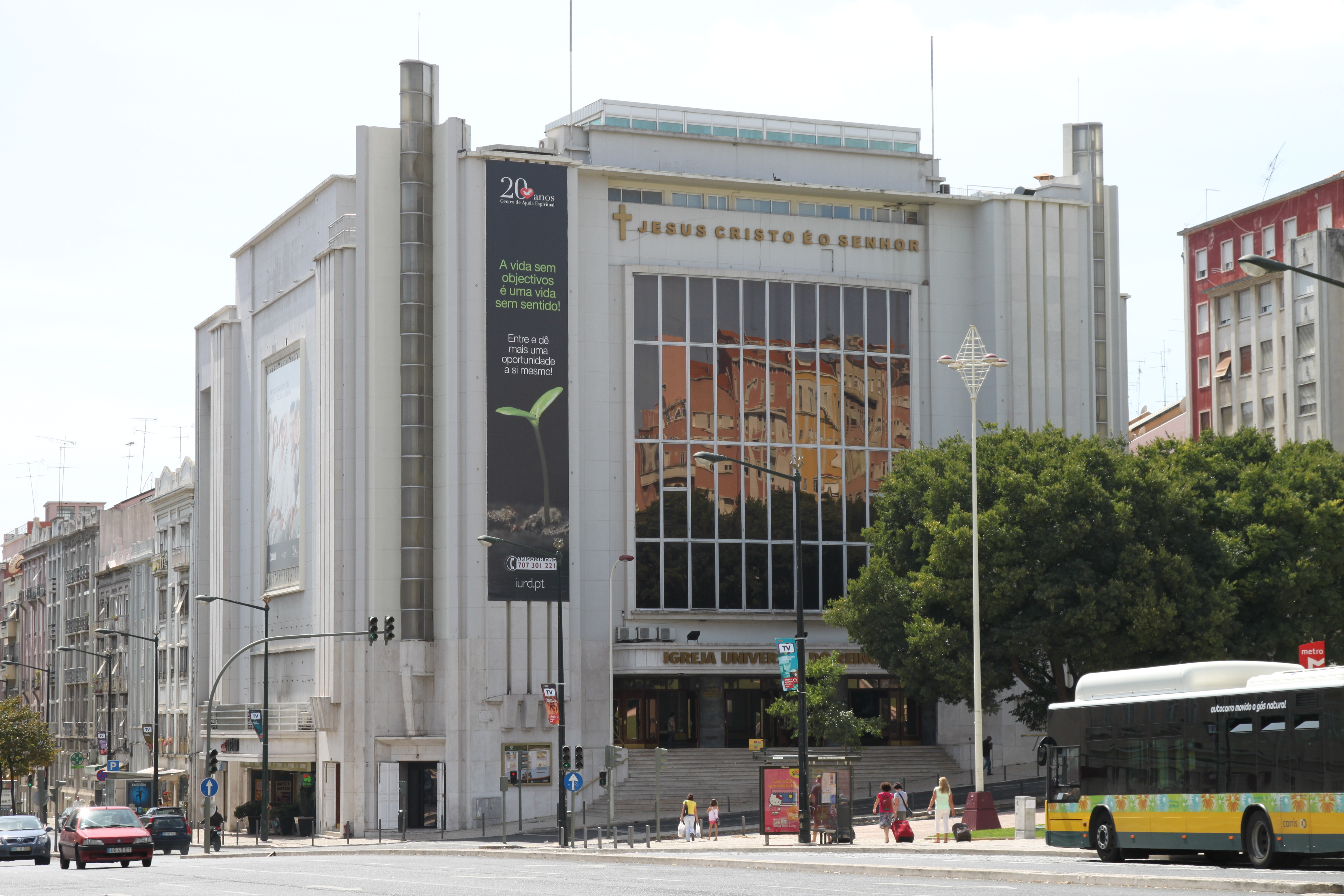
Неопятидесятническая церковь «Царство Божие» в Лиссабоне

В настоящий момент до 90 % населения страны являются католиками. Большинство из них придерживаются латинского обряда. В стране также действует Украинская грекокатолическая церковь и ряд весьма малочисленных групп неримских католиков.
Первая протестантская община в Португалии возникла в XVII веке среди британских подданных. Проповедь протестантизма среди португальцев была начата лишь в XIX веке. В первой половине XX века в стране начали служение пятидесятники, вскоре ставшие крупнейшей протестантской конфессией. Со второй половины XX века в стране распространяется неопятидесятничество. По данным на 2010 год в Португалии проживало 373 тыс. протестантов. Большинство из них (289 тыс.) — это пятидесятники. В стране также действуют адвентисты, баптисты, плимутские братья, англикане и ряд других конфессий.
За последние 25 лет в связи с массовой трудовой миграцией из стран Восточной Европы в Португалии заметно возросло число православных (60—80 тыс.). Большинство из них принадлежат к Константинопольской, Русской или Румынской православным церквам. В Португалии имеются также сторонники неканонического православия. В первую очередь это Кафолическая православная церковь Португалии.
Ещё 135 тыс. португальцев являются последователями различных псевдохристианских религиозных организаций; в первую очередь это Свидетели Иеговы и мормоны.

## Ислам

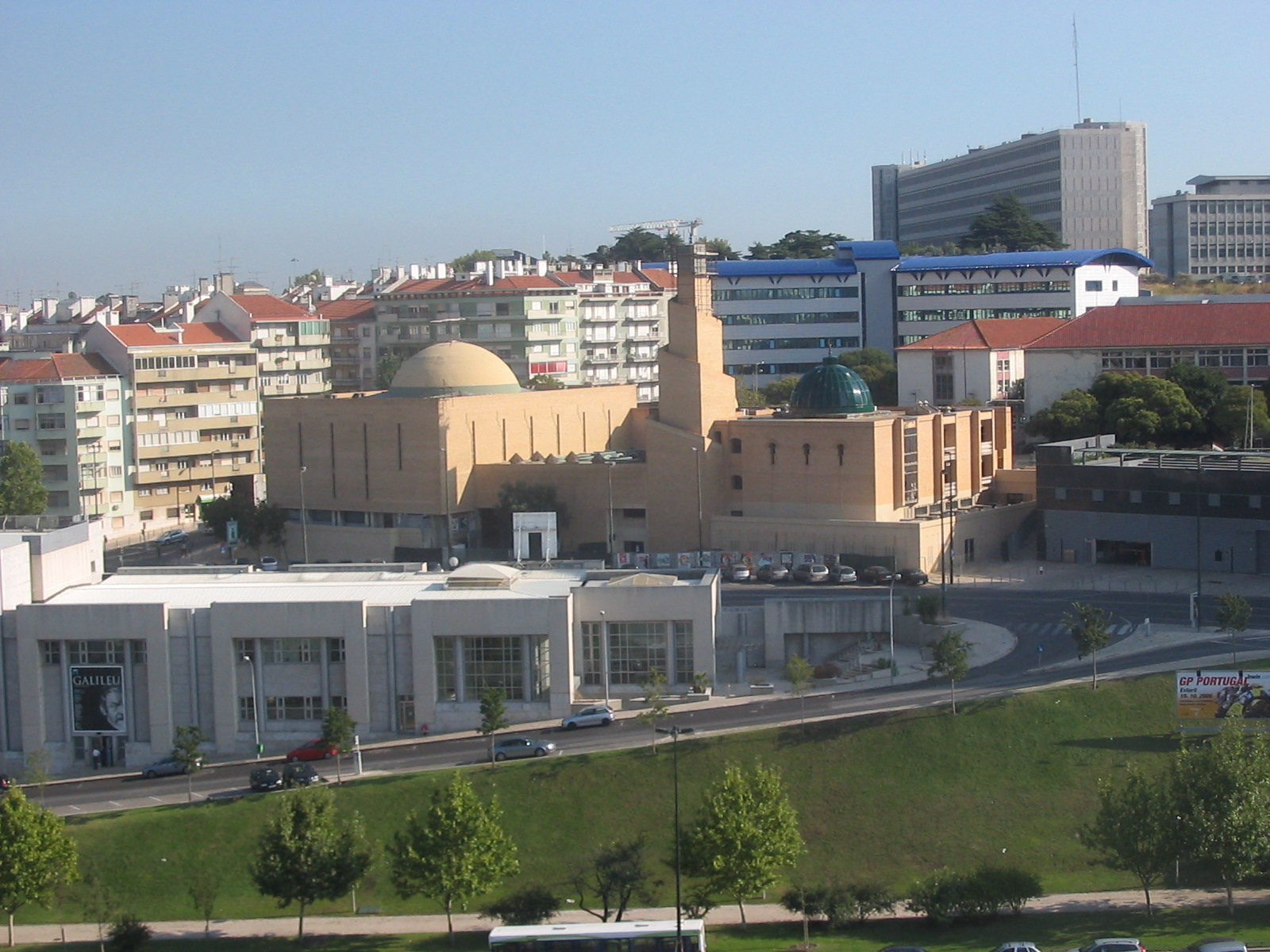
Мечеть в Лиссабоне

Ислам в Португалии начал распространяться с 711 года, после вторжения на Пиренейский полуостров мавров. Расцвет мусульманства пришелся на годы Кордовского халифата, однако в ходе Реконкисты мусульмане были вытеснены с полуострова.
В настоящий момент в стране проживают по разным оценкам от 26 до 65 тыс. мусульман. Большинство из них — выходцы из португальской Африки. Число мусульман увеличивается за счёт притока рабочих из Марокко и беженцев из Северной Африки.
Преобладающим направлением в исламе является суннизм, преимущественно маликитского мазхаба. В Португалии также имеются последователи движения ахмадие.

## Иудаизм

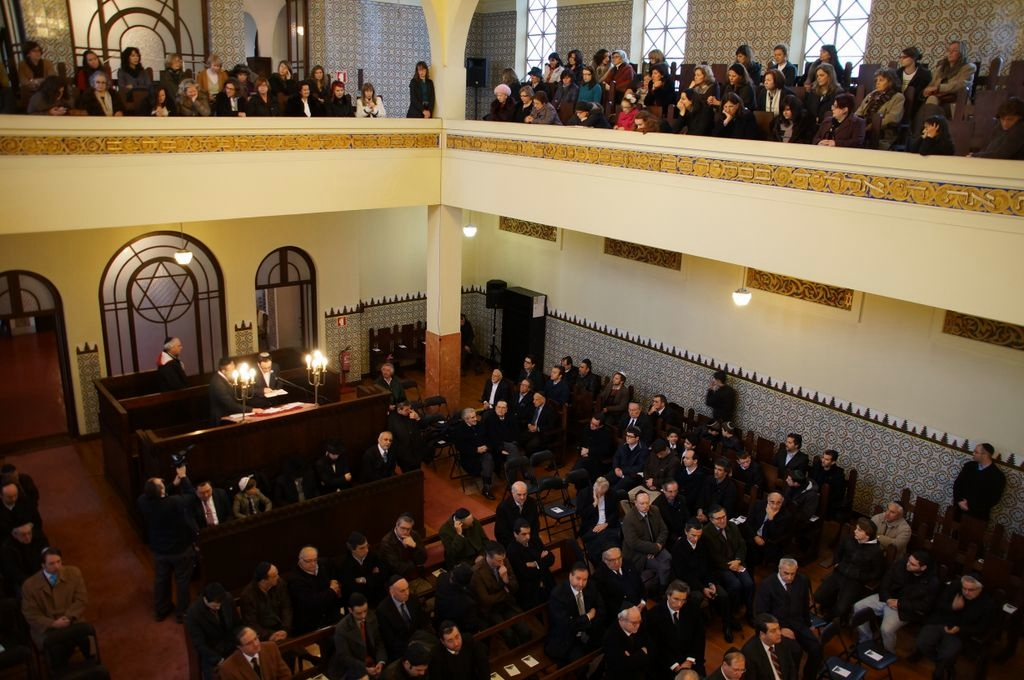
Богослужение в синагоге в Порту, относящейся к движению Хабад

Надгробные и другие надписи свидетельствуют о присутствии евреев в Португалии, возможно, уже в I в. н. э. Несмотря на дискриминацию, иудейская община существовала в Португалии практически непрерывно в течение тысячелетия; к концу XIII века в Португалии насчитывалось около 40 тыс. евреев. В XI—XIII веках еврейская община Португалии процветала; её представители занимали ключевые позиции в экономике страны и играли важную роль при королевском дворе. После изгнания евреев из Испании часть из них переселилась в Португалию, однако вскоре и в Португалии начались преследования. Часть евреев бежали, часть приняли христианство (марраны) и в дальнейшем были известны как новые христиане.
Евреи, открыто исповедующие иудаизм вновь начали селиться в Португалии в XVIII веке. Главным образом это были сефарды из Гибралтара, имеющие британское подданство. В 1850 году в Лиссабоне была открыта синагога, после революции 1910 года еврейские общины получили официальный статус. В годы Второй мировой войны через Португалию транзитом проследовали 45 тыс. евреев, бежавших из оккупированных нацистами стран Европы; некоторые из них получили разрешение на постоянное место жительство в стране.
Во второй половине XX века, главным образом из-за ассимиляции, численность последователей иудаизма непрерывно сокращалась. К 2010 году в Португалии насчитывалось 460 иудеев, почти все они живут в Лиссабоне. В стране имеются две синагоги.

## Другие

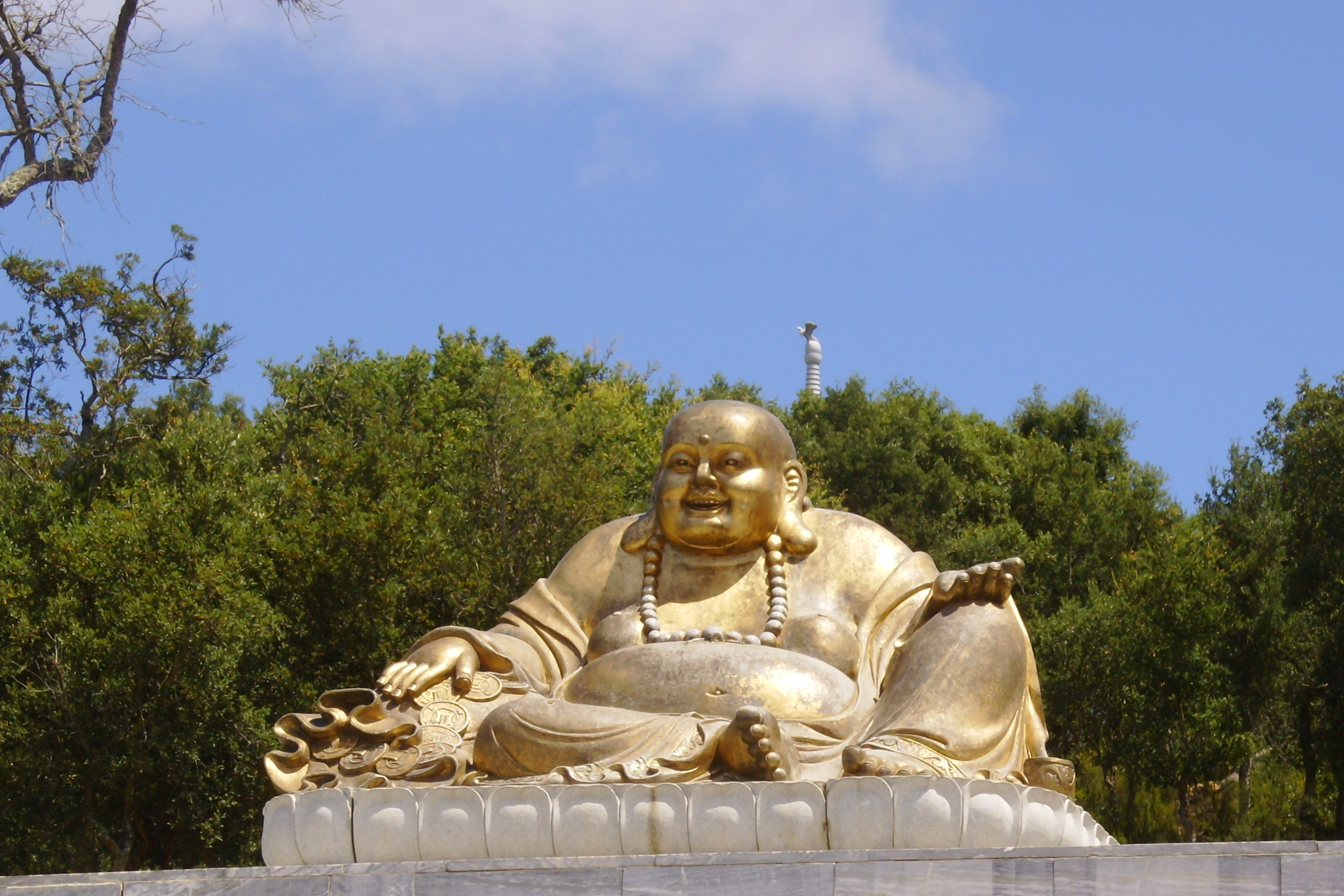
Статуя Будды в округе Лейрия

Весьма заметную религиозную общину в Португалии составляют буддисты (60 тыс. или 0,6 % населения страны). Большинство из них — выходцы из стран Юго-восточной Азии. Среди живущих в стране китайцев имеются сторонники китайской народной религии (22 тыс.). Индуизм в Португалии (6,5 тыс.) представлен преимущественно гуджаратцами родом из Мозамбик, переселившимися в страну после 1974 года. Большинство индуистов проживают в Лиссабоне и округе. В стране также имеются движения реформированного индуизма и неоиндуизма.
Среди выходцев из Бразилии имеются сторонники различных спиритистских движений (4 тыс.). Традиционных религий (1,6 тыс.) придерживаются преимущественно выходцы из Анголы и Мозамбик. Согласно Всемирной христианской базе данных в 2005 году община бахаи насчитывала в стране 2 тыс. человек; первое собрание бахаи было организовано в Лиссабоне в 1946 году.
В ходе всеобщей переписи населения в 2011 году 615 тыс. жителей Португалии (6,8 % населения) назвали себя не религиозными.